# Капиданцы (Котельничский район)
Капиданцы —  деревня в Котельничском районе Кировской области в составе Комсомольского сельского поселения.

## География
Располагается на расстоянии примерно 19 км по прямой на юго-запад от райцентра города Котельнич.

## История
Была известна с 1873 года как починок Толстобровский (Капиданцы), в котором дворов учтено 9 и жителей 79, в 1905 16 и 125, в 1926 (деревня Капитанцы или Толстобровский) 29 и 196, в 1950 32 и 128, в 1989 оставалось 9 жителей. Настоящее название утвердилось с 1950 года.

## Население
Постоянное население  составляло 3 человека (русские 100%) в 2002 году, 0 в 2010.